# فلادو ماركوفيتش
فلادو ماركوفيتش هو لاعب كرة قدم بوسني في مركز الدفاع، ولد في 26 أغسطس 1985 في بيلينا في البوسنة والهرسك. لعب مع نادي أو إف كيه بيوغراد ونادي بوراتس بانيا لوكا ونادي تيوتا دورس ونادي سكندربيو كورتشه ونادي سيليك زينيكا.

## وصلات خارجية
- فلادو ماركوفيتش على موقع قاعدة بيانات كرة القدم.إي يو (الإنجليزية)
- فلادو ماركوفيتش على موقع Soccerway.com (الإنجليزية)
- فلادو ماركوفيتش على موقع عالم كرة القدم.نت (الإنجليزية)